# Caixeta
La Caixeta est un dolmen anciennement situé à Camélas et reconstruit à Corbère-les-Cabanes, dans le département français des Pyrénées-Orientales

## Historique
Le dolmen a été découvert par Eugène Devaux en 1946 qui le localise sur la commune de Corbère-les-Cabanes sur la colline dite le Montou mais il décrit un édifice « à moitié démoli, la table et la porte brisées en morceaux ». En 1949, Pierre Ponsich mentionne que le dolmen a été démoli anciennement et que ses élements ont été déplacés pour constituer un abri contre la tramontane mais il localise le nouvel édifice sur la commune voisine de Camélas.
Le dolmen est inscrit en tant que monument historique le 7 octobre 1959. En recherchant le dolmen, Jean Abélanet décrit des vestiges mégalithiques situés en limite des communes de Camélas et de Corbère qu'il situe au sud de la piste de moto-cross mais le descriptif des dalles ne correspondant pas totalement avec celui de Ponsich, il les nomme « dolmen ruiné du Correc de Montou ». À une date inconnue, il semble que le dolmen a été « reconstruit » lors de l'aménagement de la piste de moto-cross,. 

## Description
Devaux mentionne que l'un des orthostates latéraux comporte cinq ou six cupules disposées en croix. Lors du remontage du dolmen cette dalle aurait été utilisée comme dalle de couverture du nouvel édifice. Abélanet relève huit cupules et deux croix sur une dalle du « dolmen ruiné du Correc de Montou »,.